# やさしいズ
やさしいズは、吉本興業東京本社所属のお笑いコンビ。東京NSC16期生出身。

## メンバー
佐伯 元輝（さえき もとき、1986年3月20日 - ）（39歳）
- 富山県中新川郡立山町出身。
- 身長174.1cm、体重51kg、血液型O型。
- ツッコミ担当、立ち位置は向かって左。
- 趣味は散歩、海外ドラマ鑑賞、アニメ。
- 工業高校の建築科を卒業し、3年ほど建築会社に勤務。その後、声優を志してA&Gアカデミー3期生を修了し[3]、週末ごとに富山から深夜バスで上京して通学していた。声優としてはパソコンゲームの端役や企業CMのナレーションなどを経験した[4]。
- レンタルビデオショップでアルバイトしていた経験があり、アダルトビデオに造詣が深い[5]。

タイ（1985年6月26日 - ）（40歳）
- 東京都江戸川区葛西出身。
- 日本大学文理学部体育学科卒業。
- 身長180cm、体重64kg、血液型AB型。
- 本名:田井 雄希（たい ゆうき）
- 旧芸名:たい ゆうき
- ボケ・ネタ作成担当、立ち位置は向かって右。
- 趣味は空手、工場の写真を撮る事、映画・ドラマ鑑賞、漫画を読む事、絵を描く事、音楽鑑賞、アクセサリー作り。
- 特技は板割り、瓦割り、ブロック割り、アクセサリー作り、ポスターデザイン。
- 大きな耳と坊主頭が特徴。長めの髪でツイストパーマだった時期もある。
- 大学卒業後、2年ほど広告代理店に勤務した後にNSCに入学した。
- 中学・高校の保健体育の教員免許を取得している。
- 空手の全国3位に入賞した経験がある。また、全日本空手道連盟の段位免状の氏名は、自身の母が書いている。
- J-ROCKが好きで、菅良太郎（パンサー）、嶋佐和也（ニューヨーク）、坂田光（銀河ゆめゆめ）と共にライブを開催していた。
- かつては、坂田光（サンシャイン）と同居していた。また、水川かたまり（空気階段）と仲が良く、ラジオ番組『マイナビ Laughter Night』（TBSラジオ）の優勝賞金で自転車を購入し、プレゼントしていた。[6]

## 来歴
- 東京NSCの同期生としてコンビを結成する。
- キングオブコントでは2014年から2017年まで連続で準決勝進出。2017年、ヨシモト∞ホールのファーストクラスメンバーに昇格。
- キングオブコント2018にて初の決勝進出。トップバッターでの出場となり、最下位の10位に終わった。

## 芸風
主にコント。シリアスな設定の場面にタイが憎めないヤンキーキャラを演じる。コンビ名の通りハッピーエンドの優しいネタが中心である。タイが独特の理論で佐伯を振り回すネタも演じており、ヨシモト∞ホール公式Youtubeチャンネルに投稿されている「牛丼最強理論」のネタは400万回再生を超えている。
M-1グランプリ2018ではヤンキーキャラを踏襲した漫才に挑戦し準々決勝まで進んだが、翌年は2回戦敗退。

## 賞レース等の戦歴
キングオブコント
| 年度             | 結果         |
| ---------------- | ------------ |
| 2014年（第7回）  | 準決勝進出   |
| 2015年（第8回）  | 準決勝進出   |
| 2016年（第9回）  | 準決勝進出   |
| 2017年（第10回） | 準決勝進出   |
| 2018年（第11回） | 決勝10位     |
| 2019年（第12回） | 準決勝進出   |
| 2020年（第13回） | 準々決勝敗退 |
| 2021年（第14回） | 準決勝進出   |
| 2022年（第15回） | 準決勝進出   |
| 2023年（第16回） | 準決勝進出   |
| 2024年（第17回） | 準決勝進出   |

M-1グランプリ
- M-1グランプリ2018 準々決勝進出[11]
- M-1グランプリ2019 2回戦進出
- M-1グランプリ2020 2回戦進出
- M-1グランプリ2021 3回戦進出
- M-1グランプリ2023 3回戦進出

その他
- 2017年 マイナビ Laughter Night第3回チャンピオン大会進出
- 2018年 マイナビ Laughter Night 第4回チャンピオン大会優勝[1][2]
- 2018年 そろそろにちようチャップリンお笑い王決定戦2018 優勝
- 2019年 第41回ABCお笑いグランプリ 最終予選進出
- 2019年 そろそろにちようチャップリンお笑い王決定戦2019 敗者復活戦進出
- 2020年 第41回ABCお笑いグランプリ 最終予選進出

## 出演

### テレビ
- オンバト+ (NHK総合、2013年10月5日) 戦績0勝1敗 最高189KB
- 一夜づけ（テレビ東京、2014年6月23日）
- おはスタ（テレビ東京、2014年12月18日、2015年7月28日、8月4日、8月25日）
- サンバリュ 華丸大吉のTHEツボネタ（日本テレビ、2015年5月17日）
- PON!（日本テレビ、2015年6月1日）
- 絶対!知るべきすちゃん（テレビ東京、2015年6月28日）
- 冗談手帖（フジテレビ、2016年11月12日）
- 有田ジェネレーション（TBSテレビ、2017年2月23日）
- 朝まであらびき団スペシャル あら-1グランプリ2017（TBSテレビ、2017年12月29日）
- にちようチャップリン（テレビ東京、2018年5月27日、6月17日）
- オールスター感謝祭2018秋（TBSテレビ、2018年10月6日）
- オールスター後夜祭（TBSテレビ、2018年10月7日[12]）
- 有田P おもてなす（NHK総合、2018年10月27日）
- 東京らふストーリー（フジテレビ、2018年11月9日、23日、30日）
- 本能Z（CBCテレビ、2018年12月19日）
- スマートフォンデュ（テレビ朝日、2018年12月20日）
- そろそろ にちようチャップリン（テレビ東京、2019年12月24日）- グランドチャンピオン大会優勝
- 日本一やさしいコント。〜やさしいズとくやしいズ〜（テレビ東京、2019年1月8日）- 初冠特番
- アメトーーク!（テレビ朝日）
  - 立ちトーーク（2019年2月28日、5月9日） - タイのみ
  - 空手やってた芸人（2023年11月16日） - タイのみ
  - 夢見るチェリー芸人 - 佐伯のみ
- 有吉の壁予選会（日本テレビ、2019年10月1日）
- そろそろ にちようチャップリン（テレビ東京、2019年8月17日、12月7日、2020年8月8日）
- ててて!TVゴールデン（YBS山梨放送、2020年7月3日）

### ドラマ
- ホットスポット 第1話・第4話・第9話（2025年1月12日・2月2日・3月9日、日本テレビ） - コンビニ強盗 役（タイ）[13]

### ラジオ
- Saturday Night Laugh → マイナビ Saturday Night Laugh → マイナビ Laughter Night（TBSラジオ） - 2015年4月4日[14]・5月23日[15]、2017年1月14日[16]、2018年1月19日[17]・4月20日[18]

### ムック本
- 芸人芸人芸人（2019年6月18日発売）

その他
・「ざらめき」MusicVideo (クリープハイプ楽曲2025年)

## 単独ライブ
- 「どうぞ、僕のでよければ。」ヨシモト∞ホール（2013年8月22日）
- 「助かります、綺麗にしてお返しします。」ヨシモト∞ホール（2014年8月8日）
- 「当たり前の事しただけです、それでは。」ヨシモト∞ホール（2015年3月31日）
- 「#カサブランカ」神保町花月（2016年11月6日）
- 「やさしい時間」新宿シアターモリエール（2017年2月28日）
- 「やさしい1日」大宮ラクーンよしもと劇場（2017年5月13日）
- 「#インペリアリス」神保町花月（2018年5月4日・5月5日）
- 「#bouquet」ルミネtheよしもと（2019年2月1日）
- 「#ヘリオトロープ」シアター代官山（2019年5月24日‐26日）
- 「#ペラルゴニウム」恵比寿・エコー劇場（2020年3月4日‐8日）- 中止
- 「ネネネネリネネネネ」赤坂レッドシアター （2022年11月25日‐27日）